# Saint-Lubin-des-Joncherets
Saint-Lubin-des-Joncherets is een gemeente in het Franse departement Eure-et-Loir (regio Centre-Val de Loire). De plaats maakt deel uit van het arrondissement Dreux. Saint-Lubin-des-Joncherets telde op 1 januari 2022 4.129 inwoers.

## Geografie
De oppervlakte van Saint-Lubin-des-Joncherets bedroeg op 1 januari 2022 14,46 vierkante kilometer; de bevolkingsdichtheid was toen 285,5 inwoners per km².

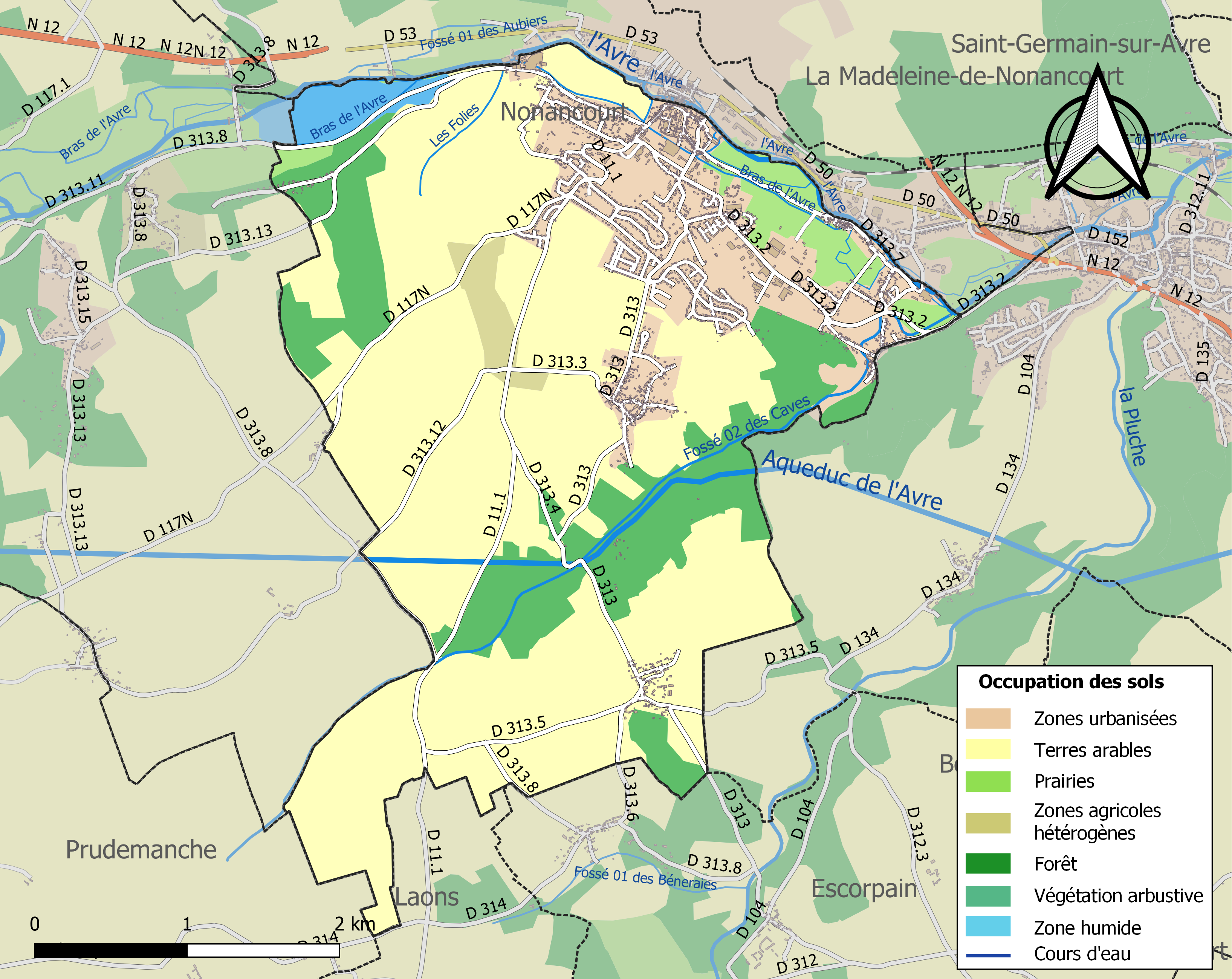
Kaart van de gemeente met belangrijkste infrastructuur, bodemgebruik en omliggende gemeenten

## Demografie
Onderstaande figuur toont het verloop van het inwonertal (bron: INSEE-tellingen).